# Gino Parin

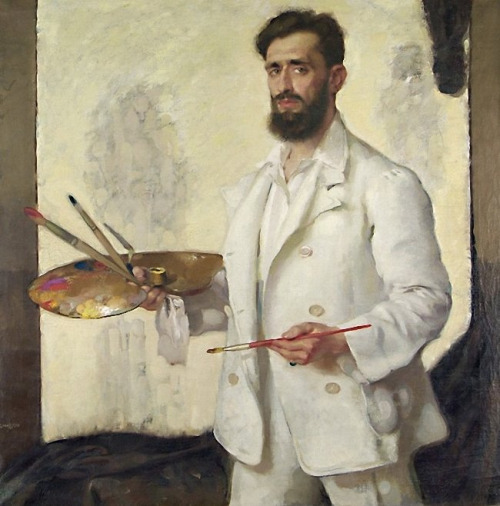
Selbstporträt

Gino Parin, eigentlich Federico Guglielmo Jehuda Pollack, (geboren am 25. August 1876 in Triest, Österreich-Ungarn; gestorben am 9. Juni 1944 im KZ Bergen-Belsen) war ein österreichischer Maler und Zeichner.

## Leben
Parin war ein Sohn des Großhändlers Ludovico Pollack und dessen Frau Berta (geborene Glass). Seine Eltern waren beide deutschsprachige Juden, die sich in der zweiten Hälfte des 19. Jahrhunderts in der Freihafenstadt Triest niedergelassen hatten. Dort arbeiteten sie in der Reederei der Familie, die von Giulio Pollack, dem älteren Bruder seines Vaters gegründet worden war. Als Mitglieder des Unternehmerbürgertums der Stadt engagierten sich seine Eltern in sozialen Einrichtungen und philanthropischen Unternehmen. Die Eltern ermutigten ihren Sohn seinen künstlerischen Neigungen nachzugehen. Er erhielt zunächst Privatunterricht bei dem Maler Eugenio Scomparini in Triest und setzte später seine Ausbildung bei Girolamo Navarra in Venedig fort. Anschließend kam er 1894 nach München, um an der Akademie der bildenden Künste zu studieren. Er schrieb sich dort unter dem Namen Friedrich Wilhelm Pollack am 28. Oktober 1895 im Alter von 19 Jahren mit der Matrikelnummer 1476 für die Naturklasse bei Karl Raupp ein. Dort kam er bald mit der Malerei von Franz von Lenbach, Hans von Marées und Franz von Stuck in Kontakt. Durch die Aufnahme in die Münchner Künstlergenossenschaft konnte er mit seinen Werken an den Ausstellungen im Glaspalast teilnehmen. Im Jahr 1913 wurde Parin bei der Internationalen Ausstellung mit einer Goldmedaille ausgezeichnet.
Parin bereiste England, Frankreich und die Schweiz. Ab 1910 beteiligte er sich an den Kollektivausstellungen des Circolo Artistico di Trieste und nahm an den Biennalen 1921, 1924, 1928 und 1932 teil. Im Jahr 1923 erhielt er eine Goldmedaille bei der Quadriennale in Turin und nahm in den Jahren 1927 bis 1937 an den „Sindacali regionali“ teil.
Im Frühjahr 1944 wurde Parin verhaftet und in das Durchgangslager Fossoli gebracht. Von dort wurde er vom 16. bis 20. Mai mit dem Transport Nr. 11 ins KZ Bergen-Belsen deportiert, wo er am 9. Juni 1944 ermordet wurde.

## Familie
Parin lernte während seines Studiums in München die fast gleichaltrige Ella Auler (28. September 1875 – 3. Oktober 1962) kennen, eine amerikanische Künstlerin und Musikerin, die er am 8. Juli 1898 heiratete. Das Paar hatte zwei gemeinsame Kinder:
- Edgar Alan Parin [auch Edgar Hans Heinrich Polack Parin D’Aulaire] (30. September 1898 – 1. Mai 1986) ⚭ mit Ingri (geborene Mortenson, 27. Dezember 1904 – 24. Oktober 1980)
- Marietta Aspasia Parin (* 12. März 1901 – 28. Mai 1938) ⚭ mit Frederick William Meyer Labastille (9. Januar 1899 – 19. März 1963)

Das Paar trennte sich 1906 wieder und Ella Pollack kehrte 1922 mit den Kindern in die Vereinigten Staaten zurück. Hier lebten sie zunächst in St. Louis und zogen später nach New York um. Edgar wurde Illustrator zahlreicher historischer Werke und verfasste gemeinsam mit seiner Ehefrau mehrere Kinderbücher.

## Ausstellungen (Auswahl)
- Kollektiv-Ausstellung: F. Gino Parin, München: Januar/Februar 1914 in der Galerie Heinemann
- 1990 Sammelausstellung italienische Malerei in New York.
- Sammelausstellung in Pittsburgh (neben Werken von Picasso und Pissarro).

Bei einer Ausstellung wurden im Jahr 2000 in New York 20 unbekannte Werke des Künstlers, aus einer Privatsammlung gezeigt. Gezeigt wurden 19 Zeichnungen, drei Ölgemälde und eine Reihe historischer Fotografien des Künstlers. Es waren zumeist Skizzen weiblicher Gesichter und Figuren auf Papier, die Parin in den Jahren 1917 bis 1919 angefertigt hatte. Die kleinformatigen Ölgemälde zeigen ein Selbstporträt des Künstlers und zwei Porträts seiner Tochter Marietta.

## Werke (Auswahl)

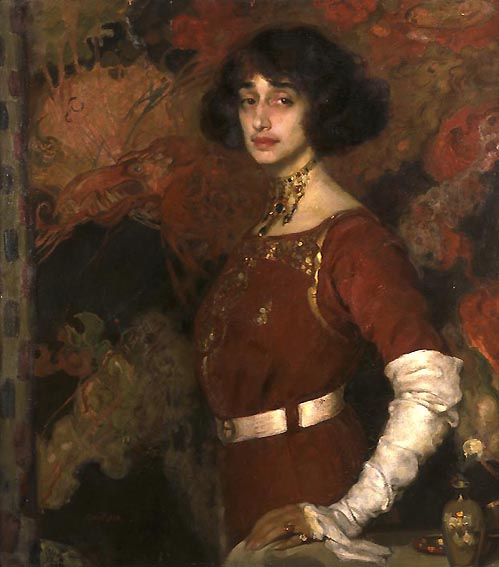
Fanny Tedeschi 1914

Parins frühe Werke zeigten, insbesondere durch die Verwendung dunkler Hintergründe, den Einfluss der Münchner Schule auf seine Arbeit. In den Jahren 1930 bis 1940 wurden seine Bilder farbiger und wandte sich der Darstellung menschlicher Figuren zu. Einige seiner Werke kamen in die Museen von Pavia, Rom, Triest (Museum Revoltella, mehrere Federzeichnungen), Turin oder Venedig.
- Arabeske (Bleistiftzeichnung)
- Damenbildnis. (Ölgemälde, Ausstellung Glaspalast 1921)
- Armonia in bianco e rosso (Fanny Tedeschi, Harmonie in weiß und rot 1914)
- The poetess Fanny Tedeschi in purple and black (Ölgemälde, 1926)